# Rezeptfreies Medikament
Ein rezeptfreies Medikament oder rezeptfreies Arzneimittel (aufgrund der englischen Bezeichnung over-the-counter drug (wörtlich Über-den-Ladentisch-Arzneimittel) auch OTC-Arzneimittel genannt) ist ein Arzneimittel, das nicht verschreibungspflichtig ist; es kann also ohne ärztliche Verschreibung erworben werden. Dabei kann es sich sowohl um apothekenpflichtige als auch freiverkäufliche (nicht apothekenpflichtige) Arzneimittel handeln.
Kennzeichnend für rezeptfreie Arzneimittel ist, dass ihre Anwendung in der Bevölkerung auch dann als wirksam und sicher gilt, wenn keine Behandlung durch einen Heilberufler in Anspruch genommen wird.

## Deutschland

### Bedeutung
Rezeptfreie Arzneimittel spielen eine große Rolle im Rahmen der Selbstmedikation. Für die gesetzliche Krankenversicherung haben sie aufgrund des weitgehenden Ausschlusses der Kostenübernahme nur noch eine geringe Bedeutung. Ihr Umsatzanteil am gesamten GKV-Arzneimittelmarkt liegt nur noch bei etwa 3 Prozent. In der privaten Krankenversicherung entfallen 14,1 Prozent aller Umsätze und 35,8 Prozent aller Verordnungen auf rezeptfreie Arzneimittel (Stand: 2009).
Nach § 48 des deutschen Arzneimittelgesetzes kann das Bundesgesundheitsministerium Medikamente unter anderem dann als nicht verschreibungspflichtig einstufen, wenn sie bei bestimmungsgemäßem Gebrauch die Gesundheit des Anwenders nicht gefährden, auch wenn sie ohne ärztliche Überwachung angewendet werden. Ein Sachverständigenausschuss des Bundesinstituts für Arzneimittel und Medizinprodukte erarbeitet Vorschläge, welche Stoffe aus der Verschreibungspflicht entlassen werden können oder ihr zu unterstellen sind.
Als OTX-Arzneimittel werden rezeptfreie Arzneimittel bezeichnet, die von einem Arzt verordnet werden. Die Verordnung kann auf einem Privatrezept, GKV-Rezept oder „Grünem Rezept“ erfolgen, losgelöst von einer möglichen Erstattungsfähigkeit.
Rezeptfreie Arzneimittel machen in der Apotheke ungefähr die Hälfte des Absatzes (in Packungseinheiten) aus. Der weitaus größte Umsatzanteil jedoch entfällt auf die Abgabe von rezeptpflichtigen Arzneimitteln.
| Bereich                                    | 2010 | 2011 | 2012 | 2013 | 2014 | 2015 | 2016 | 2017 |
| ------------------------------------------ | ---- | ---- | ---- | ---- | ---- | ---- | ---- | ---- |
| Selbstmedikation                           | 566  | 559  | 556  | 588  | 583  | 613  | 619  | 619  |
| OTX                                        | 121  | 120  | 116  | 121  | 117  | 122  | 122  | 120  |
| OTC, gesamt (Summe Selbstmedikation + OTX) | 689  | 679  | 672  | 709  | 700  | 735  | 741  | 739  |
| Rx (1)                                     | 690  | 692  | 692  | 710  | 727  | 734  | 741  | 738  |
| Apothekenmarkt, gesamt                     | 1379 | 1371 | 1364 | 1419 | 1427 | 1469 | 1481 | 1478 |
| Außerhalb der Apotheke (2)                 | 69   | 66   | 62   | 60   | 59   | 62   | 62   | 59   |

(1) Angaben 2010–2013 ohne, ab 2014 inkl. Versandhandel, (2) Angaben 2010–2011 ohne, ab 2012 inkl. Discounter
| Bereich                                    | 2010  | 2011  | 2012  | 2013  | 2014  | 2015  | 2016  | 2017  |
| ------------------------------------------ | ----- | ----- | ----- | ----- | ----- | ----- | ----- | ----- |
| Selbstmedikation                           | 4,42  | 4,39  | 4,44  | 4,73  | 4,83  | 5,16  | 5,32  | 5,45  |
| OTX                                        | 1,23  | 1,21  | 1,19  | 1,23  | 1,20  | 1,25  | 1,26  | 1,28  |
| OTC, gesamt (Summe Selbstmedikation + OTX) | 5,66  | 5,61  | 5,63  | 5,98  | 6,03  | 6,41  | 6,58  | 6,23  |
| Rx (1)                                     | 33,31 | 33,53 | 34,02 | 35,97 | 41,85 | 43,81 | 45,08 | 46,82 |
| Apothekenmarkt, gesamt                     | 38,97 | 39,14 | 39,65 | 41,95 | 47,87 | 50,22 | 51,66 | 53,55 |
| Außerhalb der Apotheke (2)                 | 0,22  | 0,21  | 0,19  | 0,19  | 0,19  | 0,20  | 0,21  | 0,19  |

(1) Angaben 2010–2013 ohne, ab 2014 inkl. Versandhandel, (2) Angaben 2010–2011 ohne, ab 2012 inkl. Discounter

### Kostenübernahme in der gesetzlichen Krankenversicherung
Seit dem GKV-Modernisierungsgesetz im Jahr 2004 werden die Kosten für nicht verschreibungspflichtige Arzneimittel im Grundsatz nicht mehr von der gesetzlichen Krankenversicherung übernommen. Gemäß den Ausnahmeregelungen in § 34 des Fünften Buches Sozialgesetzbuch erfolgt weiterhin eine Kostenübernahme bei Kindern bis zum vollendeten 12. Lebensjahr und bei Jugendlichen bis zum vollendeten 18. Lebensjahr, sofern diese Entwicklungsstörungen aufweisen. Zudem kann der Gemeinsame Bundesausschuss nicht verschreibungspflichtige Medikamente, die bei der Behandlung schwerwiegender Erkrankungen als Therapiestandard gelten, auf eine Ausnahmeliste setzen. Seit dem Jahr 2012 dürfen die gesetzlichen Krankenkassen ihren Versicherten zudem rezeptfreie Arzneimittel im Rahmen von Satzungsleistungen anbieten. Voraussetzung ist allerdings die ärztliche Verordnung. Derzeit machen etwa 70 Krankenkassen hiervon Gebrauch.

### Erstattung in der privaten Krankenversicherung
Die private Krankenversicherung (PKV) erstattet ihren Versicherten die Kosten der Medikamente, die von der Evidenzbasierten Medizin anerkannt wurden oder die sich als Alternativmedizin in der Praxis bewährt haben. Damit werden auch die Kosten von nicht verschreibungspflichtigen Medikamenten übernommen. Voraussetzung ist, dass der Einreichung beim Versicherungsunternehmen auch eine entsprechende ärztliche Verordnung beiliegt und die Erstattung vertraglich vereinbart wurde.

### Daten aus pharmakoepidemiologischen Untersuchungen
Aus bevölkerungsrepräsentativen pharmakoepidemiologischen Studien wurden umfangreiche Daten zu Art und Umfang des Gebrauchs von rezeptfreien Arzneimitteln in Deutschland vom Robert Koch-Institut vorgelegt.

## Schweiz
Nicht verschreibungspflichtig, also rezeptfrei, sind Arzneimittel der Abgabekategorien D und E. Die Festlegung der Verschreibungspflicht erfolgt durch die Swissmedic.

## Österreich
In Österreich dürfen auch rezeptfreie Arzneimittel nur in Apotheken verkauft werden, eine Abgabe in Drogerien sowie Selbstbedienung sind nicht zulässig. Der Versand über Online-Apotheken ist hingegen möglich.